# Branka Trlin
Branka Trlin (Županja, 25. studenog 1963.) je hrvatska glumica.

## Filmografija

### Televizijske uloge
- "Operacija Barbarossa" kao Kokova mama (1990.)

### Filmske uloge
- "Dimnjačarska sinfonija" (1993.)
- "Čaruga" kao Manda (1991.)
- "Ljeto za sjećanje" (1990.)
- "Sokol ga nije volio" kao Reza (1988.)

## Vanjske poveznice
- Branka Trlin u internetskoj bazi filmova IMDb-u (engl.)
- Kazalište Kerempuh.hr[neaktivna poveznica]